# Brevicornu turkmenicum
Brevicornu turkmenicum är en tvåvingeart som beskrevs av Zaitzev 1994. Brevicornu turkmenicum ingår i släktet Brevicornu och familjen svampmyggor.
Artens utbredningsområde är Turkmenistan. Inga underarter finns listade i Catalogue of Life.